# القوات البلجيكية الحرة

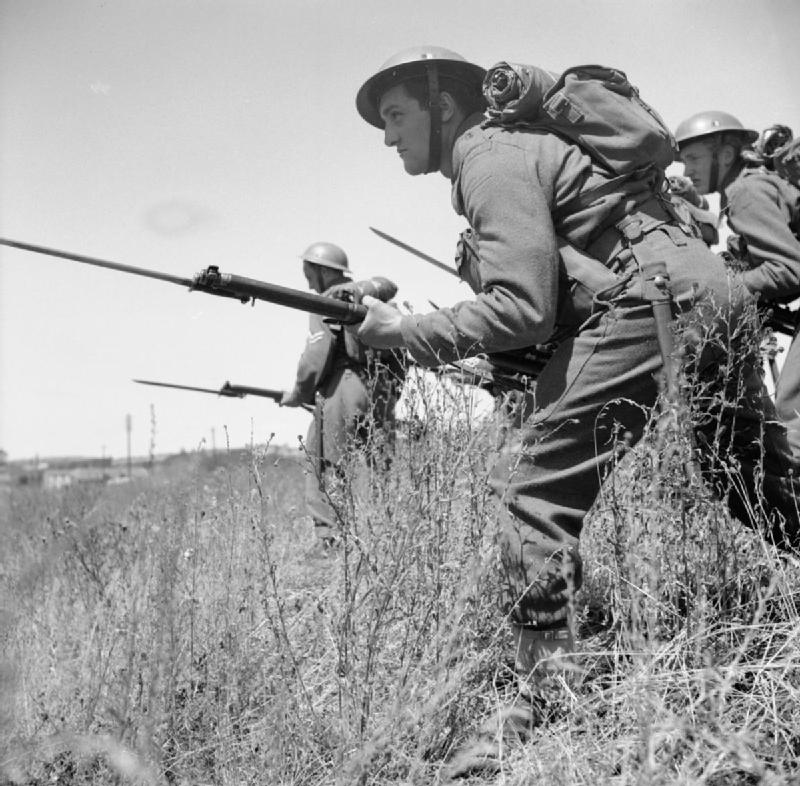
جنود بلجيكيون في المناورات في ويلز، يوليو 1941

القوات البلجيكية الحرة ((بالفرنسية: Forces belges libres)‏ ، (بالهولندية: Vrije Belgische Strijdkrachten)‏ كانوا جنودًا من بلجيكا الذين قاتلوا كجزء من جيوش الحلفاء خلال الحرب العالمية الثانية، بعد استسلام البلجيكي الرسمي لألمانيا النازية. إنها مختلفة عن المقاومة البلجيكية التي كانت موجودة في بلجيكا التي تحتلها ألمانيا.
في عام 1940، شكل المهاجرين البلجيكيين قبل الحرب والجنود السابقين الذين فروا من بلجيكا المحتلة وحدات داخل الجيش البريطاني قاتلوا لاحقًا في المسارح الأوروبية والمتوسطية. وشمل هذا تشكيل المشاة، والذي أصبح فيما بعد لواء بيرون، وكذلك وحدات الكوماندوز والمظليين. خدم البلجيكيون أيضًا في القوات الجوية الملكية والبحرية الملكية، الذين يخدمون في الوحدات البلجيكية فقط وكذلك في الوحدات البريطانية ذات الأغلبية. قاتل عدد كبير من الجنود من الكونغو البلجيكية إلى جانب الحلفاء ضد الإيطاليين في شرق إفريقيا. بعد تحرير بلجيكا في سبتمبر 1944، شكلت القوات البلجيكية الحرة أسس الجيش البلجيكي الجديد.

## خلفية
بدأت المشاركة البلجيكية في الحرب العالمية الثانية عندما غزت القوات الألمانية بلجيكا، التي كانت تتبع سياسة الحياد، في 10 مايو 1940. بعد 18 يومًا من القتال، استسلمت بلجيكا في 28 مايو وتم وضعها تحت الاحتلال الألماني. خلال القتال، كان هناك ما بين 600000  و650.000  من الرجال البلجيكيين (حوالي 20 ٪ من سكان البلاد من الذكور) يخدمون في الجيش. وكان معظمهم أسرى حرب واحتُجزوا في ألمانيا، رغم أن بعضهم أطلق سراحهم قبل نهاية الحرب. استسلم ليوبولد الثالث، الملك والقائد الأعلى للجيش، للألمان في 28 مايو مع جيشه وظل أسيرًا لبقية الحرب. فرت الحكومة البلجيكية أولاً إلى بوردو في فرنسا، ثم إلى لندن في المملكة المتحدة حيث شكلت حكومة رسمية في المنفى في أكتوبر 1940.

## إنشاء القوات البلجيكية الحرة

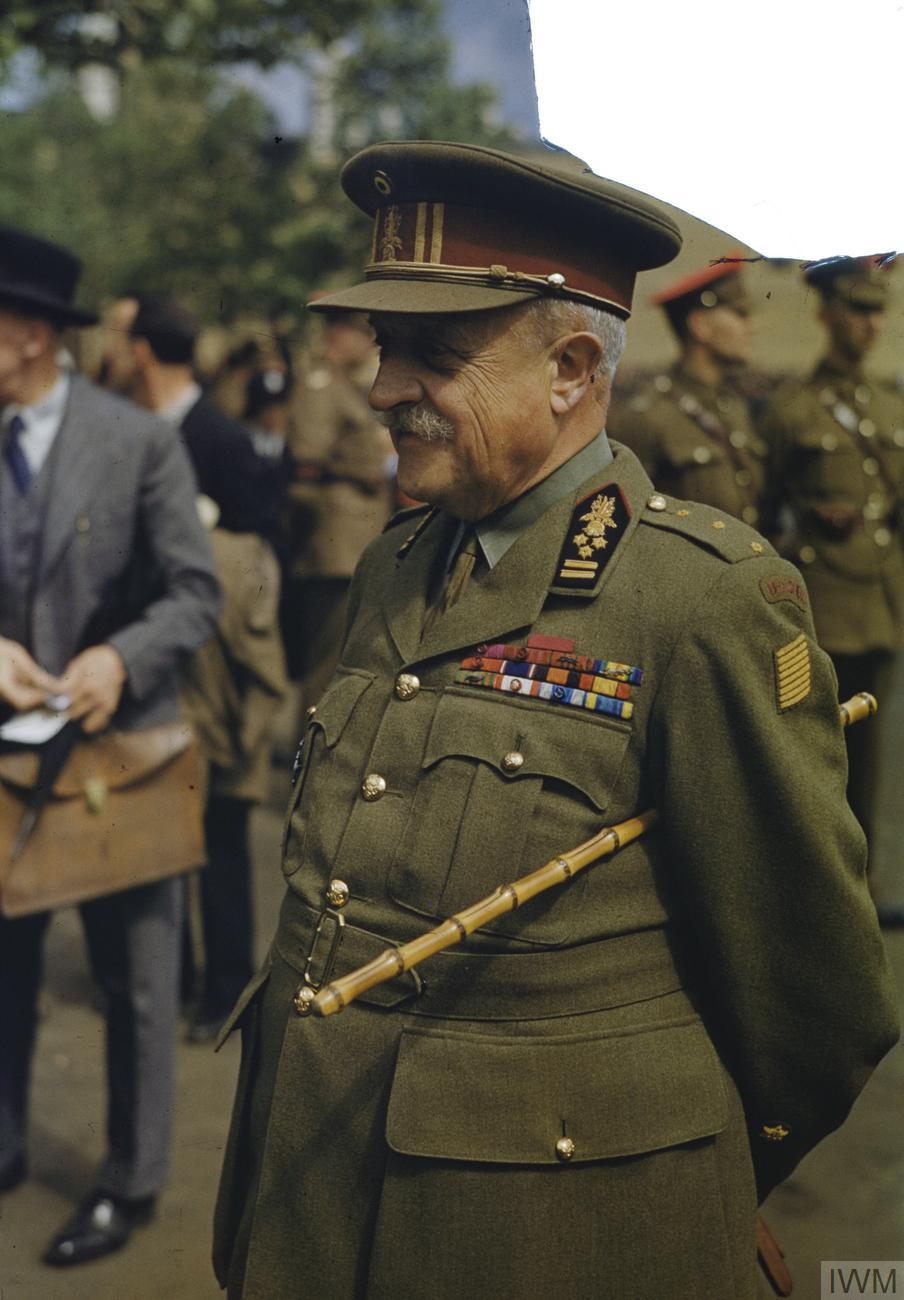
فيكتور فان ستريدونك دي بوركل في لندن، 1943

في بث إذاعي فرنسي بعد فترة وجيزة من الاستسلام البلجيكي، دعا رئيس الوزراء هوبير بيرلوت إلى إنشاء جيش في المنفى، يهدف في الأصل إلى مواصلة القتال إلى جانب الفرنسيين: 
| « | With the same youthful courage that responded to the government's call, reunited with the elements of the Belgian military in France and Great Britain, a new army will be levied and organized. It will go into the line alongside those of our allies ... all the forces we have will be put at the service of the cause which has become ours ... It is important to assure immediately and in a tangible way, the solidarity which continues to unite the powers which have given us their support ... | » |

في بريطانيا، تمت الموافقة على تجنيد الأجانب في الجيش البريطاني، أو إنشاء قوات مسلحة أجنبية على الأراضي البريطانية، في قانون قوى الطوارئ (الدفاع) لعام 1939 وقانون قوات التحالف لعام 1940. تم إنشاء المكونات الأولى للجيش البلجيكي؛ تم إنشاء «المعسكر البلجيكي العسكري لإعادة التجميع») في تينبي (ويلز) من أجل تشكيل قوة عسكرية من الجنود البلجيكيين الذين تم إنقاذهم من دونكيرك أثناء عملية دينامو، واللاجئين، والمغتربين الذين يعيشون في المملكة المتحدة. بحلول يوليو 1940، بلغ عدد أفراد المعسكر 462 بلجيكيًا، وحوالي 700 بحلول أغسطس و 900 بحلول نوفمبر. تم تنظيم هؤلاء الجنود في كتيبة Fusilier الأولى في أغسطس، وعينت الحكومة اللفتنانت جنرال راؤول Daufresne de la Chevalerie قائدا، وفيكتور فان ستريدونك دي بوركل مفتشًا عامًا للقوة الجديدة. في يوليو 1940، أشار تقرير بريطاني للمراقبة الجماهيرية إلى أن اللاجئين البلجيكيين الذين يعملون في وظائف مدنية في المملكة المتحدة كانوا يتسببون في احتكاك مع العمال البريطانيين لأنهم يعتبرون أنهم طردوا العمال البريطانيين من وظائفهم. وأشار التقرير نفسه إلى «الحاجة المحتملة لفيلق بلجيكي». في فبراير 1941، تم تشكيل كتيبة مدفعية بلجيكية.
استمر المتطوعون البلجيكيون في الانضمام إلى القوات البلجيكية الحرة طوال الحرب، وكان معظمهم يعبرون من خلال فرنسا المحتلة، بالإضافة إلى إسبانيا الفرنسية. نظرًا لأن الفرنسيين رفضوا تقديم أي شكل من أشكال التأشيرة إلى البلجيكيين في سن الخدمة العسكرية، فكان العديد من الوافدين إلى إنجلترا يميلون إلى أن يكونوا مسنين. وقد خلق هذا مشكلة بالنسبة للقوات البلجيكية الحرة، حيث زادت نسبة الضباط (الأكبر سناً) إلى الرتب الأخرى.
منذ أن استسلم الجيش البلجيكي رسميًا في مايو 1940 حظر والدستور البلجيكي على البلجيكيين على وجه التحديد الانضمام إلى الجيوش الأجنبية، كانت القوات البلجيكية الحرة ترتكب خيانة رسمية؛ ألغيت التهمة في عام 1948 ولم تتم مقاضاة أي شخص. على الرغم من تشكيل جميع الوحدات الأرضية البلجيكية من أواخر عام 1940، إلا أن العديد من المتطوعين البلجيكيين - وخاصة أولئك في سلاح الجو الملكي - خدموا في الوحدات البريطانية، خاصة في السنوات الأولى بعد تشكيل القوات البلجيكية الحرة.

## الجيش البلجيكي في المملكة المتحدة

### اللواء بيرون
في عام 1940، قررت الحكومة البلجيكية في المنفى إنشاء وحدة عسكرية من المهاجرين البلجيكيين قبل الحرب والجنود الذين تم إنقاذهم من دونكيرك. كانت القوات الأصلية معروفة باسم كتيبة فوسيلير الأولى  تم تشكيل كتيبة فوسيلير الثانية في كندا من المهاجرين البلجيكيين في الأمريكتين.

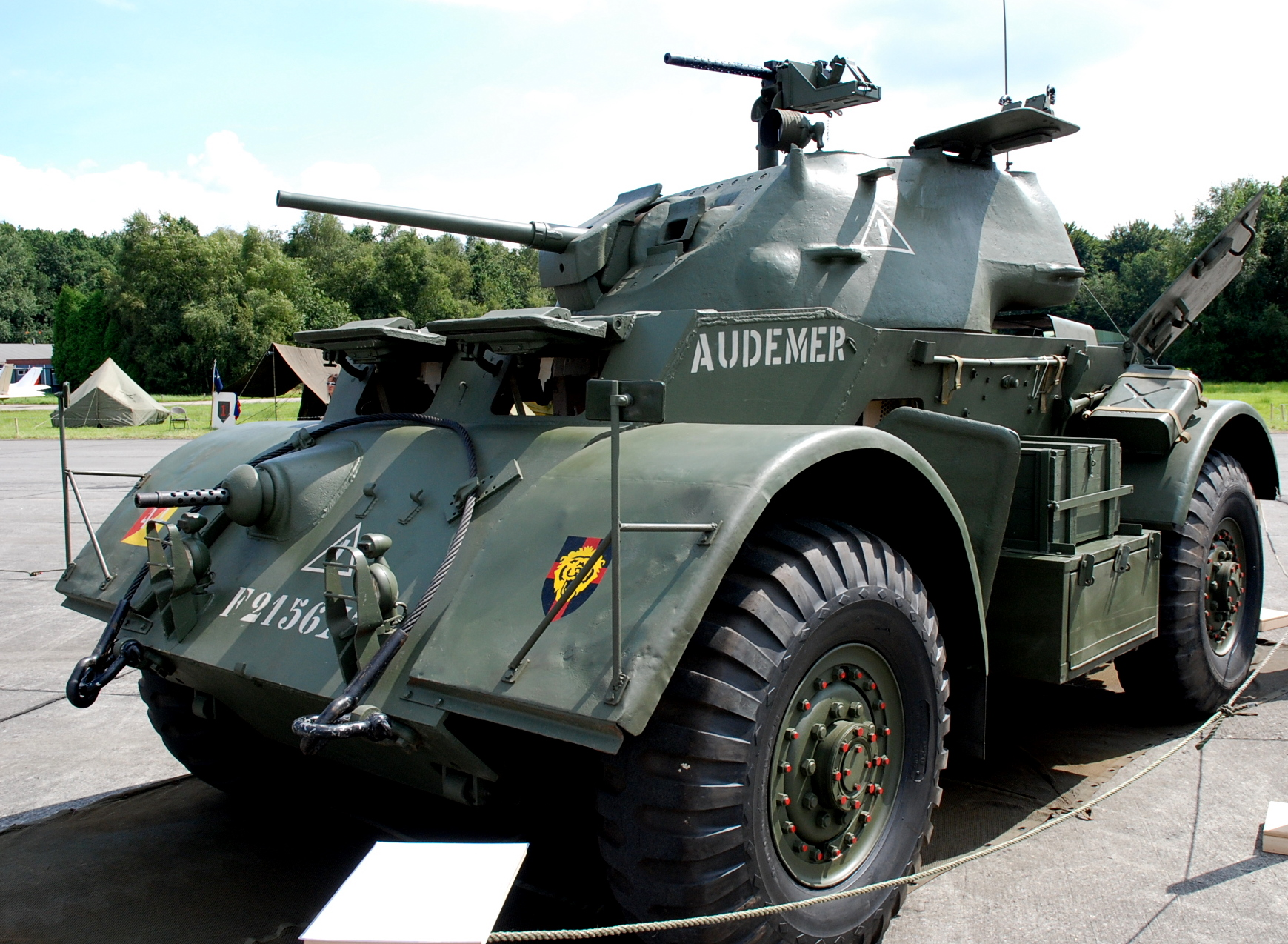
سيارة مدرعة تي 17 ستاجهاوندتحمل علامات أسطول السيارات المدرع البلجيكي الأول في لواء بيرون.

في عام 1942، تم دمج مختلف وحدات القوات البرية البلجيكية في المملكة المتحدة في لواء المشاة البلجيكي الأول، المعروف باسم اللواء بيرون على اسم قائده العقيد جان بابتيست بيرون. لم تشمل الوحدة فقط المشاة الآلية والسيارات المدرعة والمدفعية ولكن أيضًا وحدات الدعم اللوجستي والطبية المختلفة. في مارس 1944، تم إضافة بطارية مدفعية من أربعة مدافع مدفعية 25 تديرها قوات من لوكسمبورغ إلى وحدة المدفعية التابعة للواء. 80 من اللوكسمبورغيين خدمو في لواء بيرون بحلول أغسطس 1944 عندما أنزل اللواء في نورماندي.
وصل اللواء إلى نورماندي في 8 أغسطس 1944 وشارك في القتال في شمال فرنسا إلى جانب الوحدات البريطانية والكندية. كان اللواء واحدًا من أوائل الوحدات المتحالفة التي دخلت بلجيكا، وعبرت الحدود في 3 سبتمبر. في اليوم التالي، كان اللواء هو ثاني وحدة للحلفاء تدخل بروكسل (بعد حرس ويلز). بعد تحرير بلجيكا، شارك اللواء في القتال في هولندا حتى نوفمبر 1944 عندما عاد إلى بلجيكا وتمت إعادة تنظيمه، وتوسع بسبب انضمام القوى العاملة الجديدة. كان للواء المعاد تنظيمه ثلاث كتائب مشاة وفوج مدفعي من ست بطاريات، وفوج سيارات مصفحة. بالعودة إلى القتال في هولندا في أبريل 1945، قاتلت وحدات اللواء في نيميغن ووالتشيرين.